# Lạm dụng thuốc kháng sinh

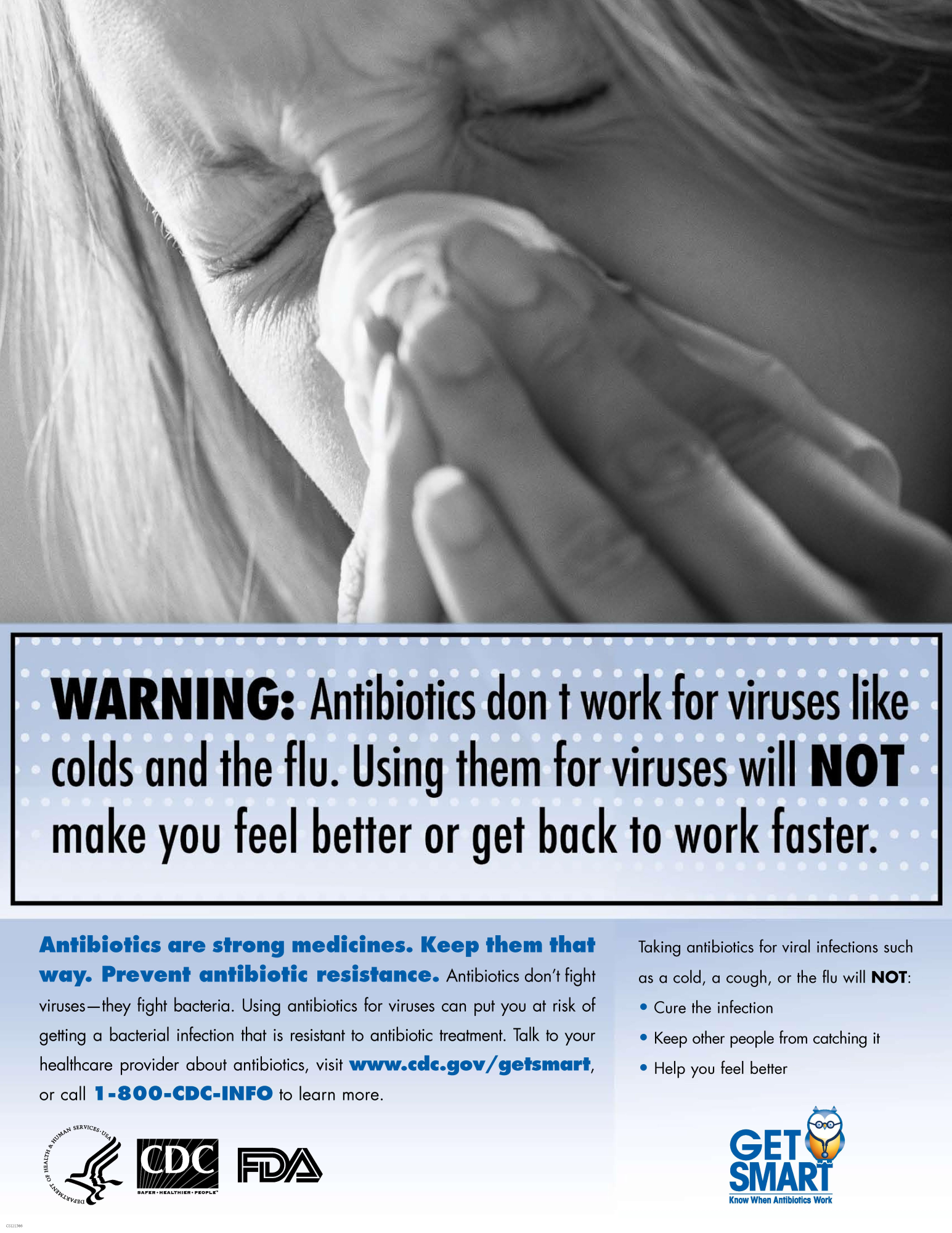
Quảng bá chống lạm dụng thuốc kháng sinh của Trung tâm Điều khiển và Phòng chống dịch bệnh Hoa Kỳ.

Lạm dụng thuốc kháng sinh, đôi khi được gọi là lạm dụng kháng sinh, đề cập đến việc sử dụng sai hoặc lạm dụng thuốc kháng sinh, với những tác động nghiêm trọng đến sức khỏe. Nó là một yếu tố góp phần vào sự phát triển kháng thuốc kháng sinh, bao gồm việc tạo ra vi khuẩn kháng đa kháng sinh, gọi là "siêu vi trùng": vi khuẩn tương đối vô hại (như tụ cầu khuẩn, enterococcus và acinetobacter) có thể phát triển đề kháng với nhiều kháng sinh và gây ra các nhiễm trùng đe dọa sự sống.

## Lịch sử lạm dụng thuốc kháng sinh
Thuốc kháng sinh đã được sử dụng khoảng từ năm 1928 khi penicillin được phát hiện bởi Alexander Fleming. Trong những năm 1980, thuốc kháng sinh đã được xác định y tế quan trọng để điều trị động vật có thể được chấp thuận theo giám sát thú y. Năm 1996, hệ thống giám sát kháng sinh quốc gia Hoa Kỳ (NARMS) được thành lập. Bắt đầu từ năm 2010, các ấn phẩm liên quan đến thuốc kháng khuẩn trong thực phẩm trở thành báo cáo hàng năm. Bắt đầu từ năm 2012, đã có thông tin đầu vào công khai về cách dữ liệu được thu thập và báo cáo về các vấn đề liên quan đến việc sử dụng kháng sinh cho động vật để sản xuất thực phẩm. Kết quả từ việc này là FDA đã sửa đổi cấu trúc lấy mẫu của mình trong phạm vi NARMS với mục tiêu thu thập thêm dữ liệu chăn nuôi đại diện cho việc giám sát các sinh vật chủ chốt.